# معركة أنزاك كوف الأولى
معركة أنزاك كوف الأولى أو معركة أريبورنو حسب التسمية في المصادر التركية، وهي عملية برمائية قامت بها
جبوش المملكة المتحدة في جاليبولي لمهاجمة الدولة العثمانية، جاءت تسمية المعركة باسم «انزاك كوف» ANZAC هي اختصار لكلمة Australian and New Zealand Army Corps أي الفيلق الأسترالي النيوزلندي وكلمة «كوف» تعني خليج.
منذ عام 1916 يتم الاحتفال بالذكرى السنوية للإنزال في 25 أبريل في يوم انزاك، احياء لذكرى من ماتوا في المعركة وتصبح واحدة من الاحتفالات الوطنية الهامة في أستراليا ونيوزيلندا. يتم الاحتفال بالذكرى أيضا في تركيا والمملكة المتحدة وايرلندا.